# ZU–23–2
A ZU–23–2 vagy ZU–23 (oroszul: ЗУ-23-2 – Зенитная Установка, Zenyitnaja Usztanovka, magyarul légvédelmi gépágyú) szovjet gyártmányú vontatott, ikercsövű, 23 mm-es légvédelmi gépágyú. Magyarországon a „Szaporapuska” nevet kapta a nagy (percenként 2000-es) tűzgyorsasága után.

## Története
A ZU–23–2 gépágyút az 1950-es évek végén fejlesztették ki. Feladata 2,5 km-es hatótávolságban az alacsonyan repülő célpontok, 2 km-es hatótávolságban páncélozott járművek megsemmisítése illetve katonák és stratégiai fontosságú pozíciók védelme helikopterrel vagy alacsonyan támadó repülőgéppel végrehajtott támadások ellen. Önjáró légvédelmi gépágyú a ZSZU–23–4 Silka fő fegyverének rész egységei és lőszere azonos, de felszerelték tűzvezető lokátorral (1RL33), analóg RPK–2 tűzvezető számítógéppel. 1960. március 22-én rendszeresítették a Szovjet Hadseregben. A gépágyút a Szovjetunióban a kujbisevi 525. sz. üzem (napjainkban: Metalliszt-Szamara) és a tulai 535. sz. üzem (Tulai Gépgyár) gyártotta. A gépágyúhoz való lőszereket a zelenodolszki 184. sz. üzem és a dzerzsinszki 398. sz. üzem gyártotta.

## Jellemzői
Az eszköz két darab 23 mm-es 2A14 gépágyút foglal magában, melyeket egy kicsi vontatmányra helyeztek, amely átalakítható rögzített tüzelési pozícióvá. Ebben a pozícióban a kerekeket oldalra döntik. A gépágyút vontatási helyzetből tüzelési helyzetbe 30 másodperc alatt át lehet állítani, de vészhelyzet esetén vontatási helyzetben is lehet használni. A fegyverrel manuálisan céloznak és tüzelnek, a ZAP–23 optikai-mechanikai irányzék segítségével. A fegyverhez egyenes csövű távcsövet is használnak földi célpontok ellen, mint például élőerő, páncélozatlan vagy könnyen páncélozott járművek. A fegyvert rakaszokban elhelyezett hevederekből táplálják. A rakaszok a gépágyú két oldalán helyezkednek el, tartalmuk 50 darab töltény. A tüzelés közben keletkezett füstöt részben a fegyvercső oldalnyílásain keresztül vezetik el.
A gépágyú futóműve egy repülőgép futóművén alapul. A gépágyú vontatás után, a kerekeket oldalra billentve a lövegtányérokra ül, menet helyzetbe állításhoz megváltoztatják a gépágyú súlypontját (a gépágyú csöveket elfordítják a vontatófej felé, és az alul levő talp segítségével meg emelik annyira, hogy a kerekek szabadon, terheletlenül állnak), és a kerekek tehermentesítése után, azok maguktól vissza állnak, és rögzítődnek. A ZPU szériához hasonlóan a ZU–23 gépágyúnak is kifejlesztették egycsövű és négycsövű változatát is. Ezek a változatok azonban nem kerültek rendszeresítésre.
A ZU–23–2 gépágyút többféle járművel lehet vontatni. A Szovjetunióban, majd később Oroszországban általában GAZ–66 teherautókkal vagy GAZ–69 terepjárókkal vontatták a gépágyúkat.

## Lőszer

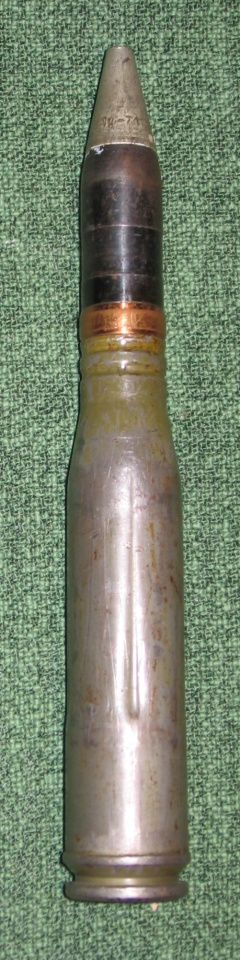
23 mm-es gyakorlólőszer a gépágyúhoz

A gépágyúk ugyanazt a 23×152 mm B lőszert tüzelik, mint a ZSZU–23–4 légvédelmi gépágyú. A lőszereket vegyesen fűzik a gépágyú hevederekbe, kézi vagy gépi úton. Alkalmazott lőszer fajták:OFZT: repesz-romboló-fényjelző-Gyújtó; BZT: páncéltörő-fényjelző-gyújtó
Gyakorló lőszer (a lőszer nem tartalmaz harci részt és a lőpor helyére egy erős rugó került, a hüvely hosszanti irányban bordázott, hibás és  selejtes lőszereket alakították át erre a változatra)
MG–25 gyújtóval szerelt (második világháborús német lőszerek alapján készült)., mely becsapódáskor, vagy repülés végén működik el (önmegsemmisítés).

## Irányzék, tűzvezetés
A fegyverhez a ZAP–23-jelzésű irányzékot használják, mely egy légi (reflex, megvilágítható szálkereszttel) és egy földi irányzó egységgel (T–3 földi irányzó távcső) van felszerelve, valamint két tárcsával, amin az irányt, magasságot és sebességet lehet be állítani (előretartás, lőelemek). A célzás történhet a nyomjelzők alapján is, minden lőszere nyomjelzővel szerelt, ami jól látható a kezelők számára. A lő elemek meghatározása becsléssel, vagy elöljáró parancsa szerint történik.

## Üzemeltetés
A ZU–23–2 gépágyút 1960-ban rendszeresítették a Szovjet hadseregnél. A fegyvert gyakran helyezték teherautók platójára, majd alkalmazták mind légvédelmi, mint földi támogató feladatkörben. A gépágyút az MT–LB lánctalpas páncélozott szállítójármű tetejére is fel lehet rögzíteni. Speciálisan módosított háromlábú változatát (leszerelték a kerekeket és a gépágyú tányérok alá 3 rögzített fatuskót helyeztek) használják a BTR–ZD deszantpáncélos főfegyverzeteként is. A fegyver olcsó, könnyen kezelhető és hatékony, az orosz hadsereg és még több mint húsz másik ország a mai napig hadrendben tartja. A finn hadseregben elterjedt beceneve a Sergei. A fegyvernek léteznek nem-szovjet gyártmányú változatai. Az egyik ilyen a lengyel gyártmányú ZUR–23–2TG, melyet fejlesztett irányzékokkal és Grom légvédelmi rakétákkal láttak el. A másik a finn gyártmányú 23 ItK 95 gépágyú, melyet gyakran helyeznek fel járművekre is.

## Változatok

### Szovjetunió
- ZU–23 – Eredeti szovjet változat.

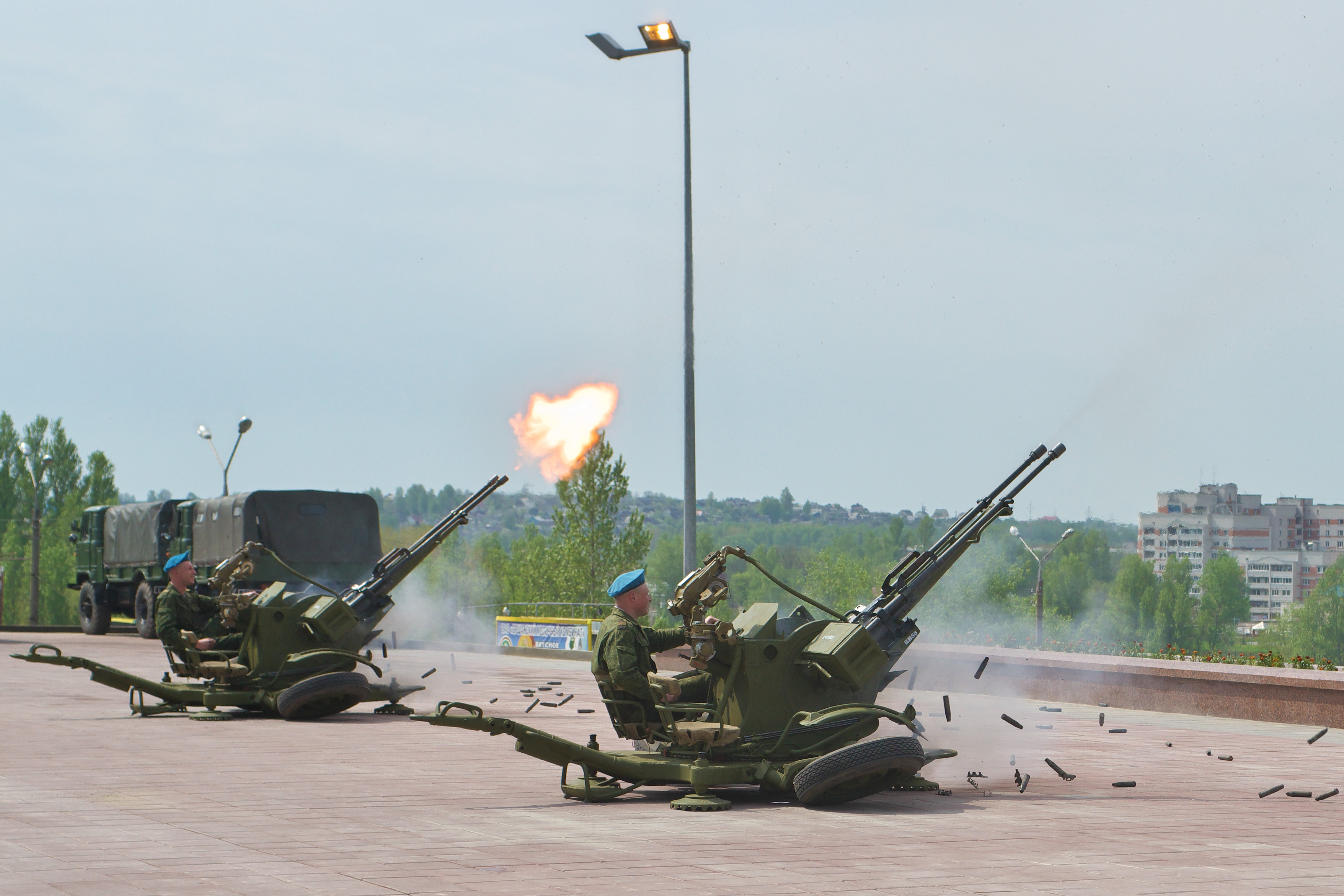
ZU–23–2 tüzelés közben. Vicebszk, Fehéroroszorzság

- ZU–23M – Továbbfejlesztett szovjet változat új célzórendszerrel (lézeres távolságmérő, optikai-mechanikai berendezés, televíziós rendszer, hőérzékelő, televíziós rendszer éjszakai használathoz) és elektromechanikus forgatórendszerrel.

### Lengyelország

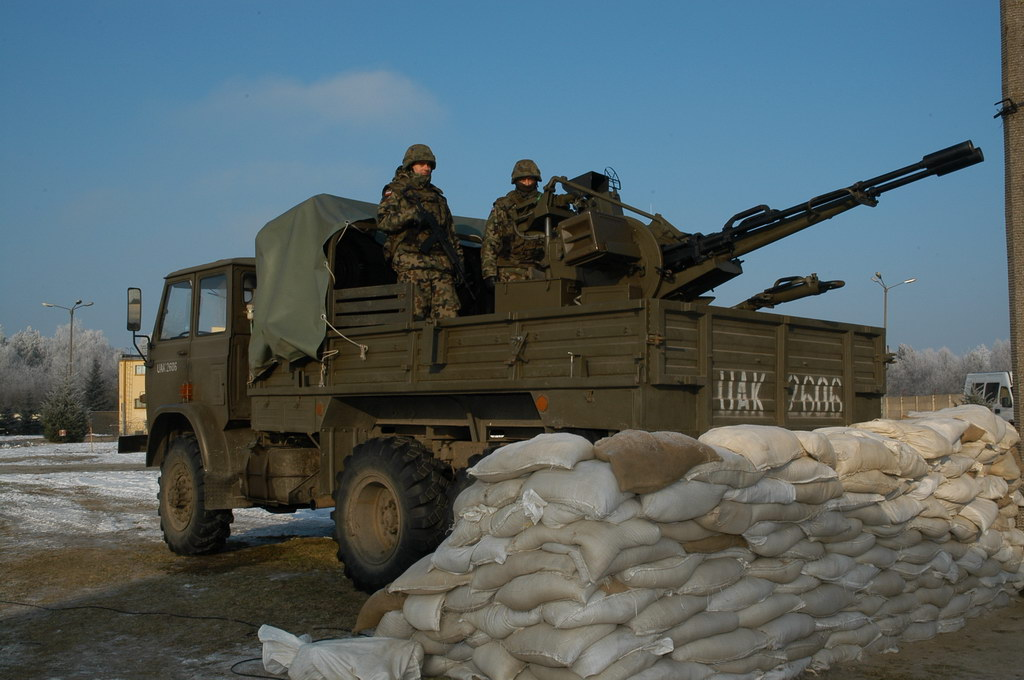
Hibneryt – Star 266 teherautóra helyezett ZUR–23–2KG gépágyú

- ZU–23–2 – Az alapváltozat lengyel jelölése. 1972-től gyártották licenc alatt a Zakłady Mechaniczne Tarnów S.A.-nál.
- ZUR–23–2S Jod – Lengyel változat GP–1R elektro-optikai irányzékkal és két darab Sztrela–2M rakétaindítóval, 1988-tól alkalmazták.
- ZUR–23–2KG Jodek–G – A ZUR–23–2S-ből fejlesztették ki fejlettebb CKE–2 reflex irányzékkal (később CP–1 lézeres távolságmérővel ellátott éjszakai-nappali irányzékkal), elektromechanikus forgatórendszerrel és két darab Grom rakétaindítóval, 2002-től gyártják.
- ZU–23–2M Wróbel – Tengerészeti változat, hidraulikusan meghajtott, 1979-től gyártották.
- ZU–23–2MR Wróbel–II – A ZUR–23–2S tengerészeti változata, Sztrela–2M rakétaindítókkal és folyadék hűtésű csövekkel, 1986-tól gyártották.
- Hibneryt – ZU–23–2 gépágyú speciálisan módosított Star 266 teherautóra rögzítve, a teherautót lőszerrel és elektromos rendszerrel látták el, amellyel a gépágyú elektromechanikus forgatását végzik.

Legutolsó változatát TV, Infra optikai célzóberendezéssel, lézertávmérővel és 2 db Grom kézi légvédelmi rakétával, magassági és oldal irányú mozgatása elektro motorokkal történik, lehetőség van tűzvezető lokátorra kapcsolni, a gépágyút egy operátor és két töltő-kezelő működteti, akár fedezékből, táv irányítással.

### Csehország/Szlovákia
- ZU–23–2M2 Vlara – Modernizációs csomag.

### Finnország
- 23 ItK 95 – Finn továbbfejlesztés.
- SAKO 23 mm/87 – Tengerészeti igényeket kielégítő továbbfejlesztés. Változatai: 23 M74, 23 M77, 23 M80 és 23 M85. A géppuskákat el lehet távolítani és Mistral légvédelmi rakétákkal lehet őket helyettesíteni.

### Kína
- 85-ös típus – Kínai gyártmányú változat.
- 87-es típus – Kínai továbbfejlesztett változat.

## Üzemeltetők
- Afganisztán – 5000 darab
- Algéria – 60 darab

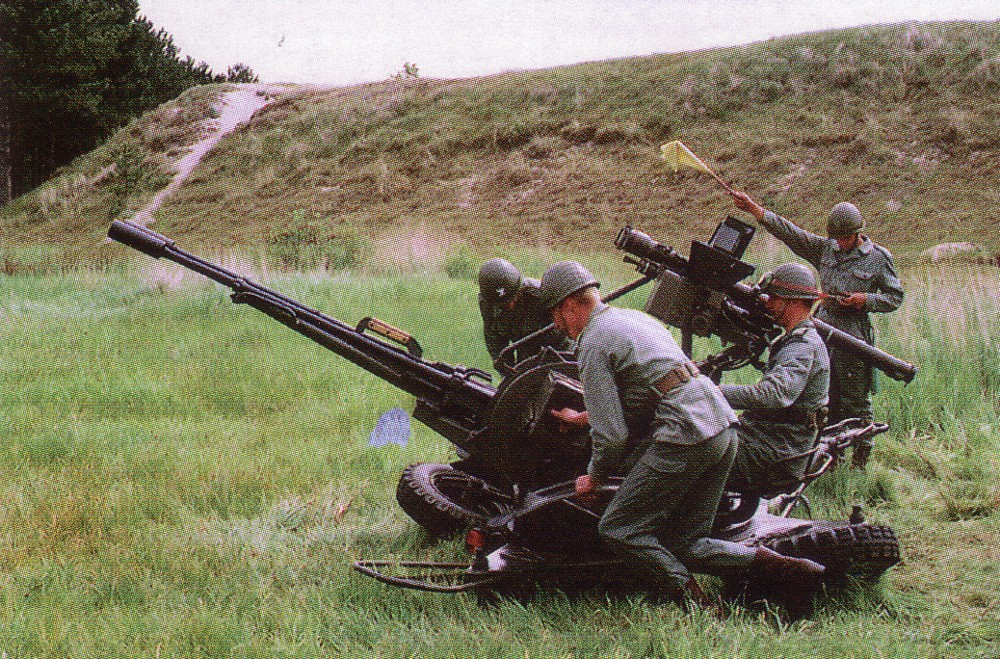
Lengyel ZUR–23–2S Jod a lőtéren

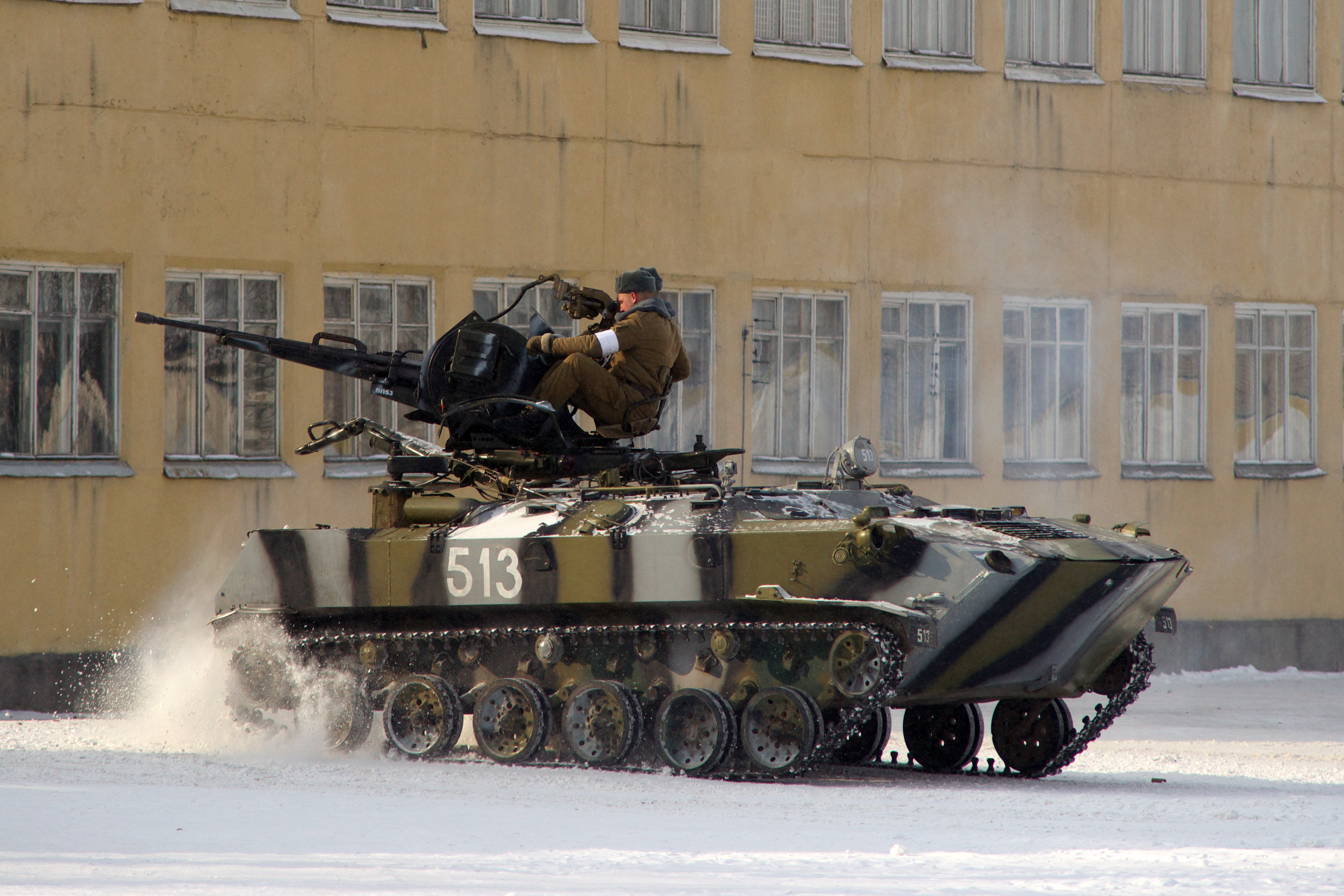
Belarusz BTR–ZD légvédelmi deszantjármű, a tetejére erősített ZU–23–2 gépágyúval

- Amerikai Egyesült Államok – Csak tesztelésre
- Banglades
- Bissau-Guinea – 16 darab
- Bosznia-Hercegovina – 150 darab
- Bulgária – 128 darab
- Ciprus
- Dél-afrikai Köztársaság – 36 darab SAMIL 100 nehéz tehergépkocsikra rögzítve
- Dzsibuti
- Ecuador
- Egyiptom
- Etiópia – 10 darab
- Észtország – 198 darab
- Finnország – 1100 darab
- Gabon – 24 darab
- Görögország – 523 darab
- Grúzia – 200 darab
- India – 800 darab
- Indonézia
- Irak
- Irán
- Izrael
- Jemen – 200 darab
- Kambodzsa
- Kína
- Kuba
- Laosz – 2 darab
- Lengyelország – 408 darab
- Libanon – 1000+, főleg M113 páncélozott szállítójárművekre szerelve
- Líbia – 450 darab
- Magyarország már nincs rendszerben, Kecelen és Zsámbékon Múzeumi példányai léteznek.
- Marokkó – 160 darab
- Mianmar – 380 darab
- Moldova – kisebb mennyiség, néhány BTR–D járműre rögzítve
- Mongólia
- Mozambik – 150 darab
- Nicaragua – 20 darab
- Nigéria – 20 darab
- Oroszország
- Örményország
- Pakisztán – 5200 darab
- Peru – 30 darab
- Srí Lanka
- Szaharai Arab Demokratikus Köztársaság – 50 darab
- Szíria – 650 darab
- Tanzánia – 40 darab
- Törökország
- Uganda – 5 darab
- Ukrajna
- Venezuela – 25 darab
- Vietnám
- Zimbabwe – 5 darab
- Zöld-foki Köztársaság – 8 darab

### Korábbi üzemeltetők
- Német Demokratikus Köztársaság
- Szovjetunió – Átadta az utódállamoknak

## Fordítás
Ez a szócikk részben vagy egészben  a   ZU-23-2 című angol Wikipédia-szócikk ezen változatának fordításán alapul.  Az eredeti cikk szerkesztőit annak laptörténete sorolja fel. Ez a jelzés csupán a megfogalmazás eredetét és a szerzői jogokat jelzi, nem szolgál a cikkben szereplő információk forrásmegjelöléseként.